# Вільне (Нижньосірогозька селищна громада)
Ві́льне — село в Україні, у Нижньосірогозькій селищній громаді Генічеського району Херсонської області. Населення становить 587 осіб.

## Історія
18 листопада 2008 року колишньому селищу надано статус села.
12 червня 2020 року, відповідно до розпорядження Кабінету Міністрів України № 726-р «Про визначення адміністративних центрів та затвердження територій територіальних громад Херсонської області», увійшло до складу Нижньосірогозької селищної громади.
19 липня 2020 року, в результаті адміністративно-територіальної реформи та ліквідації  Нижньосірогозького району увійшло до складу Генічеського району.
24 лютого 2022 року село тимчасово окуповане російськими військами під час російсько-української війни.

## Населення
Згідно з переписом УРСР 1989 року чисельність наявного населення селища становила 605 осіб, з яких 298 чоловіків та 307 жінок.
За переписом населення України 2001 року в селищі мешкало 576 осіб.

### Мова
Розподіл населення за рідною мовою за даними перепису 2001 року:
| Мова       | Відсоток |
| ---------- | -------- |
| українська | 83,82 %  |
| російська  | 8,35 %   |
| білоруська | 0,51 %   |
| молдовська | 0,34 %   |
| інші       | 6,98 %   |

## Господарка та соціальна сфера
Ферм. госп. Іванна, Олексієво, Сяйво, Магнолія, Люда,. Закр. акц. тов. «Восток». ТОВ «Юм-Дніпро». ТОВ «Відродження». Сільське комунальне підприємство «Комунальник». Загальноосвітня школа І-ІІІ ст., підвоз учнів із сіл Вільне, Змагання, Новорогачинське. Будинок культури. Сільська бібліотека-філія. Фельдшерський пункт.

## Відомі особи
- Павліш Павло Васильович (* 1979) український юрист, політик. Народний депутат України 9-го скликання